# Eisschnelllauf-Sprintweltmeisterschaft 1973
Die 4. Eisschnelllauf-Sprintweltmeisterschaft wurde vom 3. bis 4. Februar im norwegischen Oslo (Valle Hovin) ausgetragen.

## Wettbewerb
- 67 Sportler aus 14 Nationen nahmen am Mehrkampf teil

| Teilnehmende Nationen                     | Teilnehmende Nationen                                                    | Teilnehmende Nationen           | Teilnehmende Nationen          |
| ----------------------------------------- | ------------------------------------------------------------------------ | ------------------------------- | ------------------------------ |
| Australien Kanada Finnland BR Deutschland | Vereinigtes Königreich Deutsche Demokratische Republik Japan Niederlande | Norwegen Polen Schweiz Schweden | Sowjetunion Vereinigte Staaten |

### Frauen

#### Endstand
- Zeigt die zwölf erfolgreichsten Sportlerinnen der Sprint-WM

| Rang | Name                 | 1. Lauf 500 Meter | Pkt.  | 1. Lauf 1.000 Meter | Pkt.  | 2. Lauf 500 Meter | Pkt.  | 2. Lauf 1.000 Meter | Pkt.  | Gesamt- pkt. |
| ---- | -------------------- | ----------------- | ----- | ------------------- | ----- | ----------------- | ----- | ------------------- | ----- | ------------ |
| 1    | Sheila Young         | 43,34 (1)         | 43,34 | 1:30,45 (1)         | 45,22 | 43,37 (1)         | 43,37 | 1:31,16 (2)         | 45,58 | 177,515      |
| 2    | Atje Keulen-Deelstra | 44,92 (3)         | 44,92 | 1:30,74 (2)         | 45,37 | 44,33 (3)         | 44,33 | 1:31,55 (4)         | 45,77 | 180,395      |
| 3    | Monika Pflug         | 45,22 (6)         | 45,22 | 1:32,50 (5)         | 46,25 | 44,82 (7)         | 44,82 | 1:29,87 (1)         | 44,93 | 181,225      |
| 4    | Sylvia Burka         | 44,70 (2)         | 44,70 | 1:32,43 (3)         | 46,21 | 44,66 (6)         | 44,66 | 1:32,94 (8)         | 46,47 | 182,045      |
| 5    | Leah Poulos          | 45,28 (8)         | 45,28 | 1:33,39 (7)         | 46,69 | 44,34 (4)         | 44,34 | 1:33,54 (11)        | 46,77 | 183,085      |
| 6    | Trijnie Rep          | 45,66 (9)         | 45,66 | 1:32,48 (4)         | 46,24 | 45,49 (11)        | 45,49 | 1:31,63 (6)         | 45,81 | 183,205      |
| 7    | Ljubow Sadtschikowa  | 46,19 (17)        | 46,19 | 1:33,61 (8)         | 46,80 | 45,07 (8)         | 45,07 | 1:31,57 (5)         | 45,78 | 183,850      |
| 8    | Ellie van den Brom   | 46,11 (15)        | 46,11 | 1:32,55 (6)         | 46,27 | 45,95 (12)        | 45,95 | 1:31,42 (3)         | 45,71 | 184,045      |
| 9    | Sigrid Sundby        | 45,25 (7)         | 45,25 | 1:33,99 (12)        | 46,99 | 45,37 (9)         | 45,37 | 1:33,21 (9)         | 46,60 | 184,220      |
| 10   | Kathryn Ann Lunda    | 45,00 (5)         | 45,00 | 1:33,94 (11)        | 46,97 | 45,41 (10)        | 45,41 | 1:33,85 (14)        | 46,92 | 184,305      |
| 11   | Wera Surowikina      | 45,93 (12)        | 45,93 | 1:33,80 (9)         | 46,90 | 46,02 (15)        | 46,02 | 1:32,66 (7)         | 46,33 | 185,180      |
| 12   | Wera Krasnowa        | 44,98 (4)         | 44,98 | 1:36,84 (26)        | 48,42 | 44,55 (5)         | 44,55 | 1:35,23 (21)        | 47,61 | 185,565      |

#### 1. Lauf 500 Meter
| Platz | Name                 | Land               | Zeit    | Punkte  |
| ----- | -------------------- | ------------------ | ------- | ------- |
| 1     | Sheila Young         | Vereinigte Staaten | 43,34   | 43,34   |
| 2     | Sylvia Burka         | Kanada             | 44,70   | 44,70   |
| 3     | Atje Keulen-Deelstra | Niederlande        | 44,92   | 44,92   |
| 4     | Wera Krasnowa        | Sowjetunion        | 44,98   | 44,98   |
| 5     | Kathryn Ann Lunda    | Vereinigte Staaten | 45,00   | 45,00   |
| 6     | Monika Pflug         | BR Deutschland     | 45,22   | 45,22   |
| 7     | Sigrid Sundby        | Norwegen           | 45,25   | 45,25   |
| 8     | Leah Poulos          | Vereinigte Staaten | 45,28   | 45,28   |
| 9     | Trijnie Rep          | Niederlande        | 45,66   | 45,66   |
| 10    | Ann-Sofie Järnström  | Schweden           | 45,76   | 45,76   |
|       |                      |                    |         |         |
| 28    | Monika Stützle       | BR Deutschland     | 1:01,29 | 1:01,29 |

#### 1. Lauf 1.000 Meter
| Platz | Name                 | Land               | Zeit    | Punkte |
| ----- | -------------------- | ------------------ | ------- | ------ |
| 1     | Sheila Young         | Vereinigte Staaten | 1:30,45 | 45,22  |
| 2     | Atje Keulen-Deelstra | Niederlande        | 1:30,74 | 45,37  |
| 3     | Sylvia Burka         | Kanada             | 1:32,43 | 46,21  |
| 4     | Trijnie Rep          | Niederlande        | 1:32,48 | 46,24  |
| 5     | Monika Pflug         | BR Deutschland     | 1:32,50 | 46,25  |
| 6     | Ellie van den Brom   | Niederlande        | 1:32,55 | 46,27  |
| 7     | Leah Poulos          | Vereinigte Staaten | 1:33,39 | 46,69  |
| 8     | Ljubow Sadtschikowa  | Sowjetunion        | 1:33,61 | 46,80  |
| 9     | Wera Surowikina      | Sowjetunion        | 1:33,80 | 46,90  |
| 10    | Sippie Tigchelaar    | Niederlande        | 1:33,92 | 46,96  |
|       |                      |                    |         |        |
| 27    | Monika Stützle       | BR Deutschland     | 1:37,50 | 48,75  |

#### 2. Lauf 500 Meter
| Platz | Name                 | Land               | Zeit  | Punkte |
| ----- | -------------------- | ------------------ | ----- | ------ |
| 1     | Sheila Young         | Vereinigte Staaten | 43,37 | 43,37  |
| 2     | Cathy Priestner      | Kanada             | 44,30 | 44,30  |
| 3     | Atje Keulen-Deelstra | Niederlande        | 44,33 | 44,33  |
| 4     | Leah Poulos          | Vereinigte Staaten | 44,34 | 44,34  |
| 5     | Wera Krasnowa        | Sowjetunion        | 44,55 | 44,55  |
| 6     | Sylvia Burka         | Kanada             | 44,66 | 44,66  |
| 7     | Monika Pflug         | BR Deutschland     | 44,82 | 44,82  |
| 8     | Ljubow Sadtschikowa  | Sowjetunion        | 45,07 | 45,07  |
| 9     | Sigrid Sundby        | Norwegen           | 45,37 | 45,37  |
| 10    | Kathryn Ann Lunda    | Vereinigte Staaten | 45,41 | 45,41  |
|       |                      |                    |       |        |
| 27    | Monika Stützle       | BR Deutschland     | 48,19 | 48,19  |

#### 2. Lauf 1.000 Meter
| Platz | Name                 | Land               | Zeit    | Punkte |
| ----- | -------------------- | ------------------ | ------- | ------ |
| 1     | Monika Pflug         | BR Deutschland     | 1:29,87 | 44,93  |
| 2     | Sheila Young         | Vereinigte Staaten | 1:31,16 | 45,58  |
| 3     | Ellie van den Brom   | Niederlande        | 1:31,42 | 45,71  |
| 4     | Atje Keulen-Deelstra | Niederlande        | 1:31,55 | 45,77  |
| 5     | Ljubow Sadtschikowa  | Sowjetunion        | 1:31,57 | 45,78  |
| 6     | Trijnie Rep          | Niederlande        | 1:31,63 | 45,81  |
| 7     | Wera Surowikina      | Sowjetunion        | 1:32,66 | 46,33  |
| 8     | Sylvia Burka         | Kanada             | 1:32,94 | 46,47  |
| 9     | Sigrid Sundby        | Norwegen           | 1:33,21 | 46,60  |
| 10    | Cathy Priestner      | Kanada             | 1:33,22 | 46,61  |
|       |                      |                    |         |        |
| 27    | Monika Stützle       | BR Deutschland     | 1:38,02 | 49,01  |

### Männer

#### Endstand
- Zeigt die zwölf erfolgreichsten Sportler der Sprint-WM

| Rang | Name                  | 1. Lauf 500 Meter | Pkt.  | 1. Lauf 1.000 Meter | Pkt.  | 2. Lauf 500 Meter | Pkt.  | 2. Lauf 1.000 Meter | Pkt.  | Gesamt- pkt. |
| ---- | --------------------- | ----------------- | ----- | ------------------- | ----- | ----------------- | ----- | ------------------- | ----- | ------------ |
| 1    | Waleri Muratow        | 39,66 (1)         | 39,66 | 1:22,00 (3)         | 41,00 | 39,79 (4)         | 39,79 | 1:21,62 (4)         | 40,81 | 161,260      |
| 2    | Jos Valentijn         | 39,80 (3)         | 39,80 | 1:21,80 (1)         | 40,90 | 40,00 (5)         | 40,00 | 1:21,59 (2)         | 40,79 | 161,495      |
| 3    | Eppie Bleeker         | 40,34 (9)         | 40,34 | 1:21,84 (2)         | 40,92 | 40,11 (6)         | 40,11 | 1:21,11 (1)         | 40,55 | 161,925      |
| 4    | Lasse Efskind         | 39,80 (3)         | 39,80 | 1:23,33 (9)         | 41,66 | 39,75 (3)         | 39,75 | 1:21,61 (3)         | 40,80 | 162,020      |
| 5    | Per Bjørang           | 39,74 (2)         | 39,74 | 1:23,25 (8)         | 41,62 | 39,72 (2)         | 39,72 | 1:23,30 (17)        | 41,65 | 162,735      |
| 6    | Johan Granath         | 40,63 (12)        | 40,63 | 1:22,31 (4)         | 41,15 | 40,59 (12)        | 40,59 | 1:22,41 (6)         | 41,20 | 163,580      |
| 7    | Wladimir Komarow      | 40,07 (6)         | 40,07 | 1:23,69 (11)        | 41,84 | 40,16 (7)         | 40,16 | 1:23,17 (14)        | 41,58 | 163,660      |
| 8    | Göran Claeson         | 40,93 (17)        | 40,93 | 1:22,89 (6)         | 41,44 | 40,77 (15)        | 40,77 | 1:21,90 (5)         | 40,95 | 164,095      |
| 9    | Masaki Suzuki         | 40,37 (10)        | 40,37 | 1:24,68 (19)        | 42,34 | 40,16 (7)         | 40,16 | 1:22,86 (9)         | 41,43 | 164,300      |
| 10   | Mats Wallberg         | 40,30 (7)         | 40,30 | 1:23,98 (15)        | 41,99 | 40,51 (10)        | 40,51 | 1:23,19 (16)        | 41,59 | 164,395      |
| 11   | Horst Freese          | 40,51 (11)        | 40,51 | 1:23,34 (10)        | 41,67 | 40,73 (14)        | 40,73 | 1:23,05 (12)        | 41,52 | 164,435      |
| 12   | Ole Christian Iversen | 40,64 (13)        | 40,64 | 1:23,13 (7)         | 41,56 | 40,97 (18)        | 40,97 | 1:22,62 (7)         | 41,31 | 164,485      |

Dir DDR-Läufer Knauer (168,120) und Brychcy (170,03) kamen im Mehrkampf auf die Plätze 24 und 30.

#### 1. Lauf 500 Meter
| Platz | Name                        | Land                            | Zeit  | Punkte |
| ----- | --------------------------- | ------------------------------- | ----- | ------ |
| 1     | Waleri Muratow              | Sowjetunion                     | 39,66 | 39,66  |
| 2     | Per Bjørang                 | Norwegen                        | 39,74 | 39,74  |
| 3     | Jos Valentijn Lasse Efskind | Niederlande Norwegen            | 39,80 | 39,80  |
| 5     | Dan Immerfall               | Vereinigte Staaten              | 39,86 | 39,86  |
| 6     | Wladimir Komarow            | Sowjetunion                     | 40,07 | 40,07  |
| 7     | Mats Wallberg               | Schweden                        | 40,30 | 40,30  |
| 8     | Wladimir Kaschtschei        | Sowjetunion                     | 40,33 | 40,33  |
| 9     | Eppie Bleeker               | Niederlande                     | 40,34 | 40,34  |
| 10    | Masaki Suzuki               | Japan                           | 40,37 | 40,37  |
|       |                             |                                 |       |        |
| 22    | Klaus Knauer                | Deutsche Demokratische Republik | 41,11 | 41,11  |
| 26    | Hans Lichtenstern           | BR Deutschland                  | 41,41 | 41,41  |
| 28    | Michael Brychcy             | Deutsche Demokratische Republik | 41,97 | 41,97  |

#### 1. Lauf 1.000 Meter
| Platz | Name                  | Land                            | Zeit    | Punkte |
| ----- | --------------------- | ------------------------------- | ------- | ------ |
| 1     | Jos Valentijn         | Niederlande                     | 1:21,80 | 40,90  |
| 2     | Eppie Bleeker         | Niederlande                     | 1:21,84 | 40,92  |
| 3     | Waleri Muratow        | Sowjetunion                     | 1:22,00 | 41,00  |
| 4     | Johan Granath         | Schweden                        | 1:22,31 | 41,15  |
| 5     | Hans van Helden       | Niederlande                     | 1:22,81 | 41,40  |
| 6     | Göran Claeson         | Schweden                        | 1:22,89 | 41,44  |
| 7     | Ole Christian Iversen | Norwegen                        | 1:23,13 | 41,56  |
| 8     | Per Bjørang           | Norwegen                        | 1:23,25 | 41,62  |
| 9     | Lasse Efskind         | Norwegen                        | 1:23,33 | 41,66  |
| 10    | Horst Freese          | BR Deutschland                  | 1:23,34 | 41,67  |
|       |                       |                                 |         |        |
| 25    | Michael Brychcy       | Deutsche Demokratische Republik | 1:26,03 | 43,01  |
| 33    | Klaus Knauer          | Deutsche Demokratische Republik | 1:26,82 |        |

#### 2. Lauf 500 Meter
| Platz | Name                           | Land                            | Zeit  | Punkte |
| ----- | ------------------------------ | ------------------------------- | ----- | ------ |
| 1     | Dan Immerfall                  | Vereinigte Staaten              | 39,70 | 39,70  |
| 2     | Per Bjørang                    | Norwegen                        | 39,72 | 39,72  |
| 3     | Lasse Efskind                  | Norwegen                        | 39,75 | 39,75  |
| 4     | Waleri Muratow                 | Sowjetunion                     | 39,79 | 39,79  |
| 5     | Jos Valentijn                  | Niederlande                     | 40,00 | 40,00  |
| 6     | Eppie Bleeker                  | Niederlande                     | 40,11 | 40,11  |
| 7     | Wladimir Komarow Masaki Suzuki | Sowjetunion Japan               | 40,16 | 40,16  |
| 9     | Wladimir Kaschtschei           | Sowjetunion                     | 40,42 | 40,42  |
| 10    | Mats Wallberg                  | Schweden                        | 40,51 | 40,51  |
|       |                                |                                 |       |        |
| 14    | Horst Freese                   | BR Deutschland                  | 40,73 | 40,73  |
| 16    | Klaus Knauer                   | Deutsche Demokratische Republik | 40,88 | 40,88  |
| 21    | Hans Lichtenstern              | BR Deutschland                  | 41,22 | 41,22  |
| 29    | Michael Brychcy                | Deutsche Demokratische Republik | 41,71 | 41,71  |

#### 2. Lauf 1.000 Meter
| Platz | Name                   | Land                            | Zeit    | Punkte |
| ----- | ---------------------- | ------------------------------- | ------- | ------ |
| 1     | Eppie Bleeker          | Niederlande                     | 1:21,11 | 40,55  |
| 2     | Jos Valentijn          | Niederlande                     | 1:21,59 | 40,79  |
| 3     | Lasse Efskind          | Norwegen                        | 1:21,61 | 40,80  |
| 4     | Waleri Muratow         | Sowjetunion                     | 1:21,62 | 40,81  |
| 5     | Göran Claeson          | Schweden                        | 1:21,90 | 40,95  |
| 6     | Johan Granath          | Schweden                        | 1:22,41 | 41,20  |
| 7     | Ole Christian Iversen  | Norwegen                        | 1:22,62 | 41,31  |
| 8     | Hans van Helden        | Niederlande                     | 1:22,63 | 41,31  |
| 9     | Masaki Suzuki          | Japan                           | 1:22,86 | 41,43  |
| 10    | William Thomas Lanigan | Vereinigte Staaten              | 1:22,89 | 41,44  |
|       |                        |                                 |         |        |
| 12    | Horst Freese           | BR Deutschland                  | 1:23,05 | 41,52  |
| 26    | Klaus Knauer           | Deutsche Demokratische Republik | 1:25,44 | 42,72  |
| 30    | Hans Lichtenstern      | BR Deutschland                  | 1:25,85 | 42,92  |
| 35    | Michael Brychcy        | Deutsche Demokratische Republik | 1:26,67 |        |